# Delivery Man
Delivery Man (bra: De Repente Pai; prt: Pai por Acaso) é um filme estadunidense de 2013, do gênero comédia dramática, dirigido por Ken Scott, com roteiro dele e Martin Petit.
Esta refilmagem de Starbuck (2011), que tem o mesmo diretor e os mesmos roteiristas, estreou em Portugal em 5 de dezembro de 2013 e, no Brasil, em 10 de janeiro de 2014.

## Sinopse
Erro numa clínica de fertilidade faz David descobrir que tem mais de 500 filhos biológicos, resultado de doações de sêmen que fizera na juventude. Agora 142 desses filhos querem conhecê-lo.